# Stuck (canción de 30 Seconds to Mars)
«Stuck» es una canción de rock electrónico interpretada por la banda estadounidense 30 Seconds to Mars y lanzada el 8 de mayo de 2023 como el principal sencillo de su sexto álbum de estudio «It's the End of the World But It's a Beautiful Day» (2023), como el primer sencillo del álbum y el primer sencillo lanzado por la banda en 5 años.

## Antecedentes
La banda compartió un adelanto de una nueva canción titulada "Stuck" con un clip de vista previa en escala de grises de 14 segundos el 5 de mayo de 2023. La "pista poderosa y de alta energía" se lanzó como el sencillo principal el 8 de mayo de 2023, con un video musical adjunto dirigido por el propio Jared Leto. Para Leto, la canción y el video significan "una celebración del arte, el diseño, la moda y las personas extraordinarias que les dan vida". El lanzamiento de la canción estuvo acompañado por el anuncio del álbum, el primero en más de cinco años. Estuvo disponible para pre-pedido en varias ediciones de CD y vinilo.
El 8 de mayo, 30 Seconds to Mars lanzó "Stuck", como el sencillo principal de su próximo sexto álbum de estudio, It's the End of the World But It's a Beautiful Day, que se lanzará el 15 de septiembre.